# Zbigniew Gawior
Zbigniew Marian Gawior (Leszno, 18 de diciembre de 1946-Kielce, 20 de mayo de 2003) fue un deportista polaco que compitió en luge. Ganó una medalla de bronce en el Campeonato Europeo de Luge de 1967, en la prueba doble.

## Palmarés internacional
| Campeonato Europeo | Campeonato Europeo | Campeonato Europeo | Campeonato Europeo |
| Año                | Lugar              | Medalla            | Prueba             |
| ------------------ | ------------------ | ------------------ | ------------------ |
| 1967               | Königssee (RFA)    | Medalla de bronce  | Doble              |